# Helliniko Olympic Complex

Helliniko Olympic Complex består av ett flertal anläggningar som användes vid de olympiska sommarspelen 2004 i Aten.

## Anläggningar
- Elliniko Stadium (baseboll)
- Helliniko Olympic Arena (basket och handboll)
- Helliniko Olympic Canoe/Kayak Slalom Centre (kanotslalom)
- Helliniko Fencing Hall (fäktning)
- Helliniko Olympic Hockey Centre (landhockey)
- Helliniko Olympic Softball Stadium (softboll)